# Gostyń (województwo śląskie)

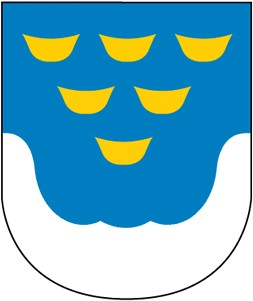
Nieoficjalny herb wsi Gostyń

Gostyń (niem. Gostin) – wieś w Polsce, położona w województwie śląskim, w powiecie mikołowskim, w gminie Wyry.
W latach 1975–1998 miejscowość administracyjnie należała do województwa katowickiego.
Według danych Urzędu Stanu Cywilnego w Wyrach z 31 grudnia 2019, wieś Gostyń liczyła 4160 mieszkańców.

## Nazwa
W alfabetycznym spisie miejscowości na terenie prowincji śląskiej, wydanym w 1830 roku we Wrocławiu przez Johanna Knie, wieś wymieniona jest jako Gostin.

## Historia
Podczas plebiscytu w 1921 w Gostyni 585 głosów padło za Polską, a 39 za Niemcami.
W dniach 1–2 września 1939 w Gostyni Wehrmacht rozstrzelał 14 miejscowych Polaków.
Na terenie Gostyni w okolicach Pomnika Pamięci Żołnierzy Września 1939 organizowana jest inscenizacja Bitwa Wyrska – Bój o Gostyń. Jest to rekonstrukcja walk, które toczyły się w dniach 1–3 września 1939 r. w miejscowościach Wyry oraz Gostyń.

## Zabytki
Schron bojowy „Sowiniec”, odrestaurowany i udostępniony dla zwiedzających – znajduje się przy ulicy Tęczowej.
Zwiedzać go można w sezonie, tj. od maja do października:
II (druga) i IV (czwarta) niedziela miesiąca, w godzinach od 14:00 do 18:00.
Wstęp wolny.
Schron wpisano do rejestru zabytków 1 lutego 2021 (nr rej. A/756/2021).

## Komunikacja
Komunikację miejską w Gostyni tworzą linie autobusowe ZTM – 157, 294, 594 i M12.

## Religia

### Kościół rzymskokatolicki
Na terenie wsi istnieją dwie parafie katolickie:
- Świętych Apostołów Piotra i Pawła (erygowana 1925),
- Podwyższenia Krzyża Świętego (erygowana 1981).